# قاسم بن موسی
قاسم فرزند موسی کاظم، یکی از فرزندان و اصحاب موسی کاظم است. نقل شده‌است موسی کاظم به او بسیار علاقه داشت. قاسم در شهر «القاسم» در استان بابل عراق مدفون است؛ در ایران نیز بقعه‌هایی به او منسوب است.

## زندگی
در منابع، اشاره‌ای به تاریخ تولد و وفات قاسم نشده‌است؛ ولی مشهور است که او در حدود سال ۱۵۰ق در مدینه متولد شد و در حدود سال ۱۹۰ق از دنیا رفت. در کتاب شجره طوبی آمده‌است در زمان هارون عباسی که علویان شکنجه یا کشته می‌شدند، قاسم مانند بسیاری از علویان که به دیگر سرزمین‌ها هجرت کردند، به عراق رفت و در نزدیکی حله با دختر یکی از شیوخ قبایل ازدواج کرد و صاحب دختری شد.

## مقام
موسی کاظم، قاسم را بسیار دوست داشت و در روایتی، پس از معرفی علی بن موسی الرضا به‌عنوان امام پس از خود، اشاره نمود:
«اگر اختیار به دست من بود، فرزندم قاسم را وصی خویش قرار می‌دادم؛ ولی امر، به دست خداوند است»
سید بن طاووس هنگام ذکر آداب زیارت فرزندان ائمه، نام او را در کنار نام عباس بن علی و علی اکبر آورده و زیارت‌نامه‌ای برای آنان نقل کرده‌است.